# Otrębusy (gromada 1954–1961)
Otrębusy – dawna gromada, czyli najmniejsza jednostka podziału terytorialnego Polskiej Rzeczypospolitej Ludowej w latach 1954–1972.
Gromady, z gromadzkimi radami narodowymi (GRN) jako organami władzy najniższego stopnia na wsi, funkcjonowały od reformy reorganizującej administrację wiejską przeprowadzonej jesienią 1954 do momentu ich zniesienia z dniem 1 stycznia 1973, tym samym wypierając organizację gminną w latach 1954–1972.
Gromadę Otrębusy z siedzibą GRN w Otrębusach utworzono – jako jedną z 8759 gromad na obszarze Polski – w powiecie pruszkowskim w woj. warszawskim, na mocy uchwały nr VI/10/15/54 WRN w Warszawie z dnia 5 października 1954. W skład jednostki weszły obszary dotychczasowych gromad Kanie, Otrębusy i Parzniew (z wyłączeniem parceli Parzniew) ze zniesionej gminy Helenów oraz kolonia Ołdakówka z dotychczasowej gromady Podkowa Leśna ze zniesionej gminy Podkowa Leśna w tymże powiecie. Dla gromady ustalono 15 członków gromadzkiej rady narodowej.
31 grudnia 1961 gromadę zniesiono, włączając jej obszar do gromady Nowa Wieś w tymże powiecie.
Uwaga: Gromada Otrębusy (o innym składzie) istniała w powiecie pruszkowskim także w latach 1962–72.